# الدوري الإنجليزي لكرة القدم 1964–65
الدوري الإنجليزي لكرة القدم 1964–65 (بالإنجليزية: 1964–65 Football League)‏ هو موسم من دوري كرة القدم الإنجليزي. فاز فيه مانشستر يونايتد.